# Aree di Brodmann

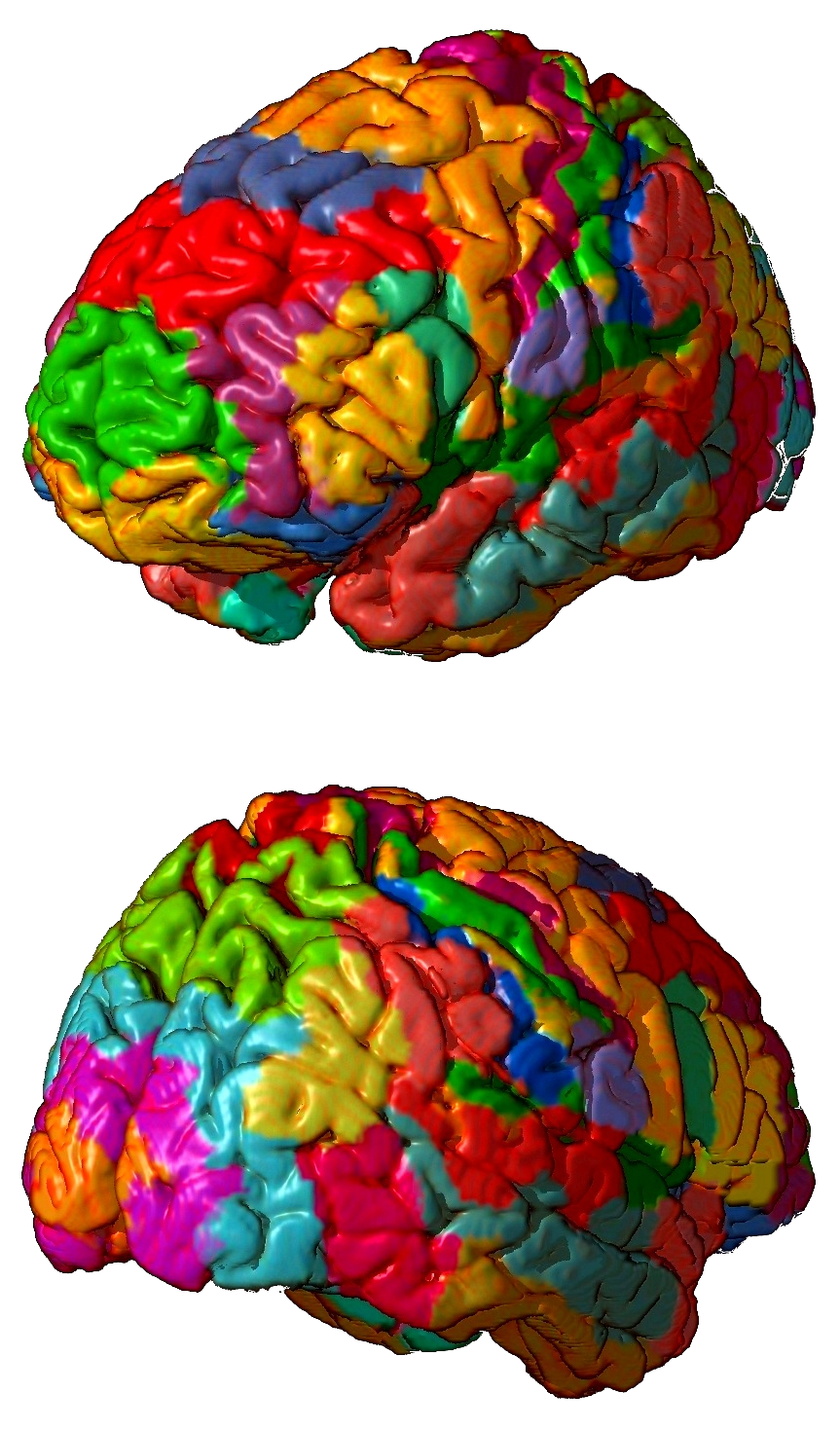
Rappresentazione tridimensionale delle Aree di Brodmann.

Un'area di Brodmann si definisce come una regione della corteccia cerebrale definita (oltre che per la sua localizzazione anatomica) in base alla sua citoarchitettura, o organizzazione di cellule cerebrali (neuroni, astrociti e neuroglia) e fibre nervose.
Furono chiamate così a causa alla classificazione operata dal neurologo tedesco Korbinian Brodmann, all'inizio del XX secolo.

## Storia
Le aree di Brodmann furono originalmente definite dallo studioso tedesco, basandosi sulla citoarchitettonica corticale, ossia l'organizzazione dei neuroni (e delle fibre nervose) che si poteva osservare al microscopio ottico nella corteccia cerebrale usando la colorazione di Nissl.
Nel 1909 Brodmann pubblicò delle mappe comparative delle aree corticali negli umani, scimmie, e di altre specie, assieme ad altre molte scoperte e osservazioni riguardanti i tipi cellulari generali e l'organizzazione laminare della corteccia cerebrale dei mammiferi. Considerando delle specie diverse fra loro, lo stesso numero di area di Brodmann non indica necessariamente aree omologhe.
In seguito sono state pubblicate mappe della corteccia cerebrale più dettagliate e verificabili, ad esempio quella di Constantin von Economo e di Georg N. Koskinas che hanno migliorato enormemente la qualità delle classificazioni citoarchitettoniche.

## Importanza attuale
Le aree di Brodmann sono state discusse, dibattute, raffinate, e rinominate in modo esauriente per circa un secolo, e rimangono il sistema di organizzazione della corteccia cerebrale umana più ampiamente noto e citato (oltre ai nomi classici dati dagli anatomisti alle strutture cerebrali nel corso dei secoli).
Molte delle aree che Brodmann definì soltanto in base alla loro organizzazione neuronale sono state sin da allora confermate e correlate strettamente a diverse funzioni corticali. Per esempio, le aree di Brodmann 1, 2 e 3 costituiscono la corteccia somato-sensoriale primaria; l'area 4 è la corteccia motoria primaria; l'area 17 è la corteccia visiva primaria; e le aree 41 e 42 corrispondono strettamente alla corteccia uditiva primaria. Alcune funzioni d'ordine superiore della corteccia cerebrale associativa sono state localizzate consistentemente e correlate alle stesse aree di Brodmann da metodi neurofisiologici, di risonanza magnetica funzionale, e altri metodi (ad es., la localizzazione molto convincente dell'area di Broca, connessa alla comprensione della lingua parlata rispetto alle aree di Brodmann 44 e 45 di sinistra). Comunque, l'imaging funzionale può solo localizzare approssimativamente le aree di Brodmann, per stabilire con esattezza le posizioni delle aree nel cervello di un singolo individuo è richiesta conferma tramite esame istologico.

## Aree di Brodmann per primati umani e non-umani
- Aree 3, 1 e 2 - Corteccia somestesica primaria (vengono elencate nella sequenza: "aree 3, 1, 2" per convenzione)
- Area 4 - Corteccia motoria primaria (M1)
- Area 5 - Corteccia associativa somatosensoriale
- Area 6 - Corteccia premotoria e corteccia motoria supplementare (corteccia motoria secondaria) (area motoria supplementare)
- Area 7 - Corteccia associativa somatosensoriale
- Area 8 - Include i campi oculari frontali
- Area 9 - Corteccia prefrontale dorsolaterale
- Area 10 - Corteccia anteriore prefrontale (la parte più rostrale della circonvoluzione frontale superiore e media)
- Area 11 - Area orbitofrontale (circonvoluzione orbitale e circonvoluzione retta, più parte dell'area rostrale della circonvoluzione frontale superiore)
- Area 12 - Area orbitofrontale (precedentemente inclusa nella BA11, è l'area tra la circonvoluzione frontale superiore e il solco rostrale inferiore)
- Area 13 e Area 14* - Parte del lobo dell'insula
- Area 15* - Lobo temporale, parte anteriore
- Area 16
- Area 17 - Corteccia visiva primaria (V1)
- Area 18 - Corteccia visiva secondaria (V2, V3 e V3A)
- Area 19 - Corteccia visiva associativa (V4 e V5)
- Area 20 - Circonvoluzione temporale inferiore
- Area 21 - Circonvoluzione temporale media
- Area 22 - Circonvoluzione temporale superiore, la sua parte caudale viene considerata come la sede dell'area di Wernicke
- Area 23 - Corteccia posteriore del giro cingolato, parte ventrale.
- Area 24 - Corteccia cingolata anteriore, parte ventrale
- Area 25 - Corteccia subgenuale (coinvolta nella depressione, è parte della corteccia prefrontale ventrocentrale)[4]
- Area 26 - Area ectosplenica della regione retrosplenica della corteccia cerebrale
- Area 27 - Corteccia piriforme
- Area 28 - Corteccia entorinale, parte posteriore
- Area 29 - Giro cingolato, parte retrosplenica
- Area 30 - Parte del giro cingolato
- Area 31 - Corteccia cingolata posteriore, parte dorsale.
- Area 32 - Corteccia cingolata anteriore, parte dorsale
- Area 33 - Parte della corteccia cingolata anteriore
- Area 34 - Corteccia entorinale anteriore (nella circonvoluzione paraippocampale)
- Area 35 - Corteccia peririnale (nella circonvoluzione paraippocampale)
- Area 36 - Area ectorinale, adesso parte della corteccia peririnale (solco rinale)
- Area 37 - Circonvoluzione fusiforme
- Area 38 - Area temporopolare (è la parte più rostrale delle circonvoluzioni temporale superiore e media)
- Area 39 - Giro angolare, considerata da alcuni come parte dell'area di Wernicke (parola udita)
- Area 40 - Circonvoluzione sopramarginale considerata da alcuni come parte dell'area di Wernicke
- Aree 41 e 42 - Corteccia uditiva
- Area 43 - Corteccia gustativa, area subcentrale (tra l'insula e la circonvoluzione post precentrale)
- Area 44 - Opercolo, parte della circonvoluzione frontale inferiore e parte dell'area di Broca
- Area 45 - Parte triangolare, parte della circonvoluzione frontale inferiore e parte dell'area di Broca
- Area 46 - Corteccia prefrontale dorsolaterale
- Area 47 - Porzione orbitale, parte della circonvoluzione frontale inferiore
- Area 48 - Area retrosubiculare (piccola parte della superficie mediale del lobo temporale)
- Area 49 - Area parasubiculare nei roditori
- Area 52 - Area parainsulare (nella giunzione del lobo temporale con il lobo dell'insula)

(*) L'area 52 si trova soltanto in primati non umani.
Alcune tra le aree originalmente descritte da Brodmann sono state ulteriormente suddivise, ad es., "23a" e "23b".

## Critiche
Quando von Bonin e Bailey riuscirono a ricostruire una mappa cerebrale per il macaco, giudicarono inadeguata la descrizione di Brodmann, e scrissero:
In effetti Brodmann (1907), ha preparato una mappa del cervello umano che è stata ampiamente riprodotta, ma, sfortunatamente, i dati sui quali si basa non sono mai stati pubblicati
In effetti si servirono dello schema citoarchitettonico di Constantin von Economo e di Georg N. Koskinas pubblicato nel 1925 che secondo loro presentava "l'unica descrizione dettagliata accettabile della corteccia cerebrale umana".